# خليج سودا

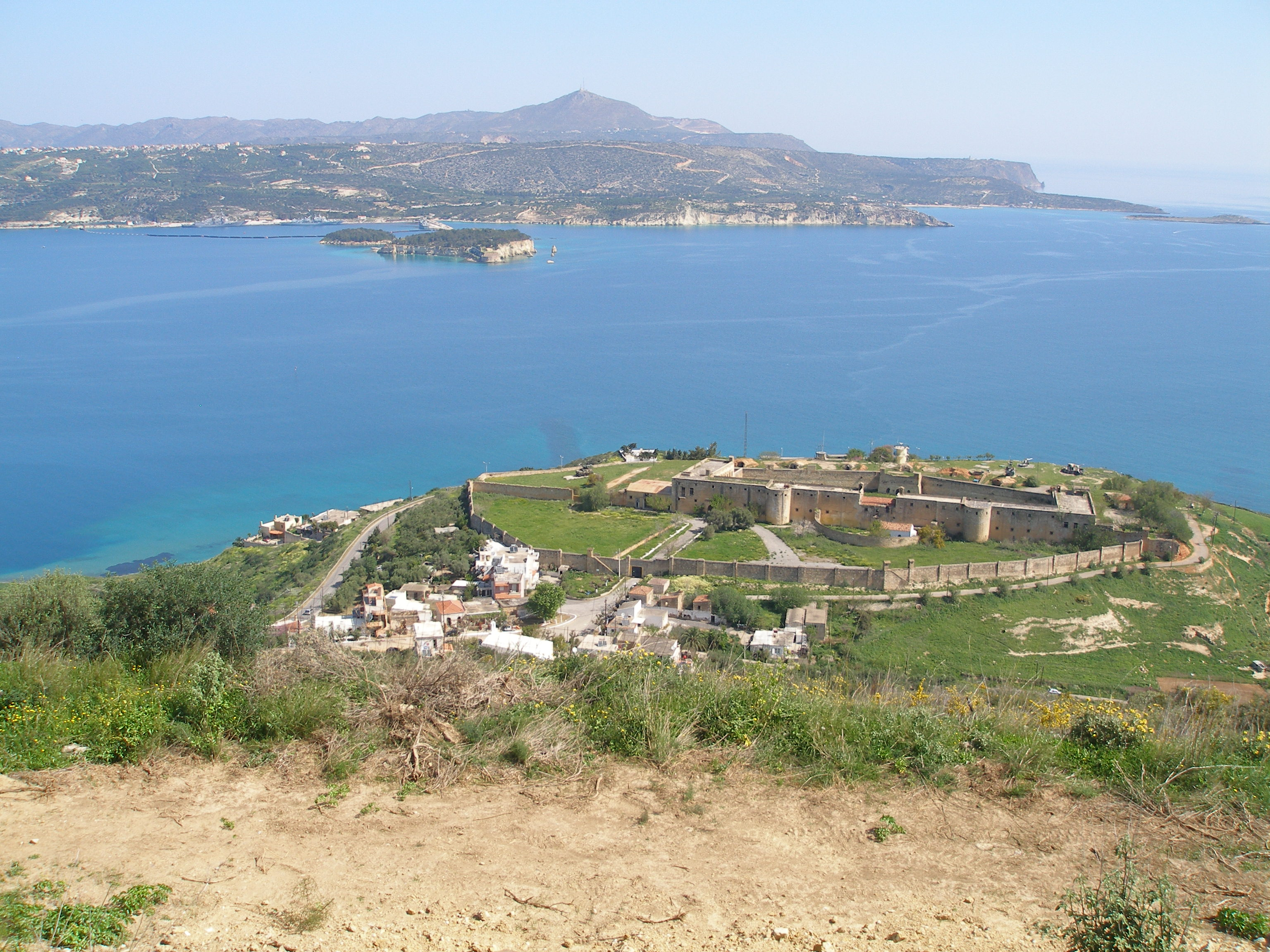
مدخل خليج سودا، ويظهر حصن عزالدين في المقدمة

خليج سودا هو خليج، ومرفأ طبيعي يقع بالقرب من بلدة سودا، في الساحل الشمالي الغربي للجزيرة اليونانية كريت. يصل طول الخليج إلى حوالي 15 كيلومتر وبعرض اثنان إلى أربعة كيلومتر، ومرفأ عميق طبيعي. وقد نشأ بين شبة جزيرة أكروتيري و كيب درابانو، وهو يمتد من الغرب حتى الشرق. يمكن مشاهدة الخليج من أعلى التلال التي تقع على كلا الجانبين، مع برزخ قليل وضيق في الغرب بالقرب من خانية.